# Zerf
Zerf é um município da Alemanha localizado no distrito de Trier-Saarburg, estado da Renânia-Palatinado.
Pertence ao Verbandsgemeinde de Kell am See.

## Demografia
Evolução da população (em 31 de dezembro de cada ano):	
| - 1815 – 576 - 1835 – 965 - 1871 – 1.033 - 1905 – 1.010 - 1939 – 1.128 - 1950 – 1.156 | - 1961 – 1.461 - 1965 – 1.462 - 1970 – 1.542 - 1975 – 1.460 - 1980 – 1.396 - 1985 – 1.364 | - 1987 – 1.400 - 1990 – 1.563 - 1995 – 1.624 - 2000 – 1.630 - 2005 – 1.602 |

 Fonte: Statistisches Landesamt Rheinland-Pfalz